# شهرستان دانفنگ
شهرستان دانفنگ (به لاتین: Danfeng County) یک منطقهٔ مسکونی در چین است که در شانگلو واقع شده‌است. شهرستان دانفنگ ۲٬۴۳۸ کیلومتر مربع مساحت و ۳۰۰٬۰۰۰ نفر جمعیت دارد.